# Salix occidentalisinensis
Salix occidentalisinensis är en videväxtart som beskrevs av N. Chao. Salix occidentalisinensis ingår i släktet viden, och familjen videväxter. Inga underarter finns listade i Catalogue of Life.